# Exochus erythronotus
Exochus erythronotus là một loài tò vò trong họ Ichneumonidae.